# Clare Carey
Clare Carey (Rodezija, 11. lipnja 1967.) američka je glumica najpoznatija po ulozi Kate McCalister u filmu Sam u kući 4.

## Privatni život
Carey se rodila 11. lipnja 1967. godine u Rodeziji u katoličkoj misiji gdje su njezini roditelji izvršavali svoje dužnosti, otac je bio liječnik, a majka je bila učiteljica. Trenutačno živi u Los Angelesu sa suprugom i ima dvoje djece.

## Filmografija
- Neostvareno (2010.) – Ruth Jacobs
- Doc West (2009.) – Denise Stark
- Flu Bird Horror (2008.) – Dr.Jacqueline Hale
- La Cucina (2007.) – Celia
- Shredderman Rules (2007.) – Mama
- Blind Spot (2007.) – Susan West
- Smokin' Aces (2006.) – Laverne
- Submission (2006.) – Samantha Davis
- 44 Minutes: The North Hollywood Shoot-Out (2003.) – Frankova žena
- Sam u kući 4 (2002.) – Kate McCallister
- Krokodil Dundee u Los Angelesu (2001.) – skejterica
- Echo (1997.) – Tess Lewis
- Them (1996.) – Kelly Black
- Obsessed (1992.) – Andie Bledsoe
- Uninvited (1988.) – Bobbie
- Waxwork (1988.) – Gemma
- Once Upon a Texas Train (1988.) – Meg Boley
- Zombie High (1987.) – Mary Beth

## Vanjske poveznice
- Clare Carey u internetskoj bazi filmova IMDb-u (engl.)